# Fredrik Lindberg
Fredrik Lindberg (* 2. Februar 1986 in Bro, Gemeinde Säffle) ist ein schwedischer Curler. 
Bei der Curling-Europameisterschaft 2009 in Aberdeen war Lindberg als Second im Team mit Skip Niklas Edin, Third Sebastian Kraupp, Lead Viktor Kjäll, Alternate Oskar Eriksson und  gewann die Goldmedaille. Die Round Robin hatte das Team als Dritter abgeschlossen. Das Page-Playoff-Spiel gewann man gegen Norwegen mit 6:3. Im Finale setzte man sich mit 6:5 gegen die Schweiz durch. 
Bei den Olympischen Winterspielen 2010 in Vancouver stand er mit seiner Mannschaft im kleinen Finale und spielte um die Bronzemedaille. Das Spiel um Platz 3 verlor er dieses Mal gegen das Schweizer Team um Skip Markus Eggler mit 4:5. 